# Kirigami

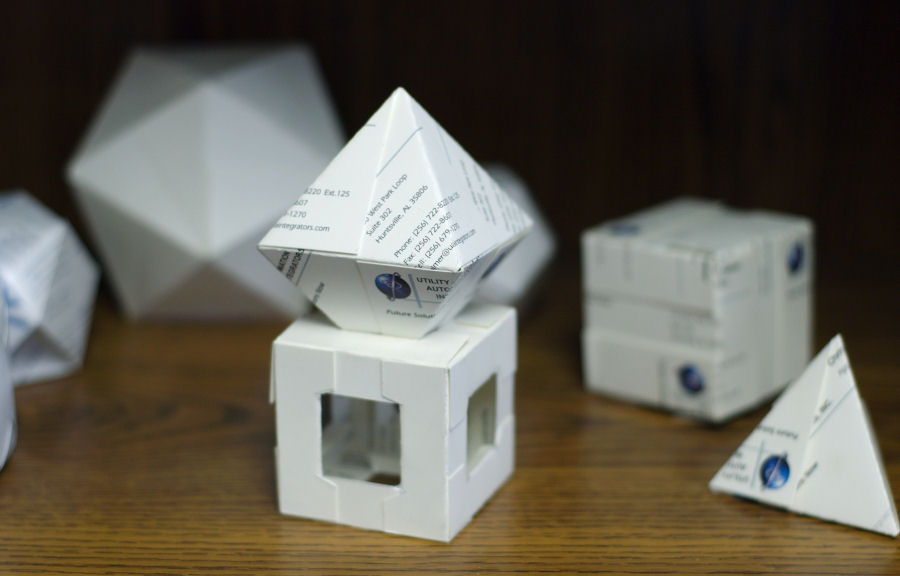
Uma obra feita em Kirigami

Kirigami (do japonês: de kiru, "recortar", e kami, "papel") é a arte tradicional japonesa de recorte o papel, criando representações de determinados seres ou objetos, e até coisas inexplicáveis.
Kirigami ou Origami Arquitetônico é uma variação do origami, uma arte japonesa de recorte e colagem de papéis.
Quando se faz a arte do kirigami, o objeto fica em 3D, ou seja, elas ficam formas verdadeiras, mas menores.

## História
A concepção originada do Origami Arquitetônico foi desenvolvida em 1981 por Masahiro Chatani, um professor de arquitetura do Instituto de Tecnologia de Tóquio.
Juntamente com Keiko Nakazawa, Chatani escreveu livros ensinando a técnica e revelando os modelos de origami arquitetônico.
Chatani diz que o origami arquitetônico "explora o mistério da transformação do plano da segunda para a terceira dimensão.

## Tipos
O origami arquitetônico é uma forma de trabalho manual com papel que combina três técnicas:
- A dobradura do Origami;
- O Kirigami (arte japonesa de cortar formas em papel);
- A Engenharia de antigos livros infantis "pop-ups".

Maquigami (do quechua (Perú): de maqui, "mão", e do japonés kami, "papel") é a arte de recorte o papel apenas com as mãos.